# Vilim de Warenne, 3. grof Surreya
Vilim (engleski William; ? — 6. siječnja 1148.) bio je anglo-normanski plemić koji je tijekom građanskog rata „Anarhije” uglavnom bio odan kralju Stjepanu.
Vilimovi su roditelji bili Vilim de Warenne, 2. grof Surreya i supruga Elizabeta de Vermandois.
Grof Vilim se oženio Adelom, koja je bila dijete grofa Vilima III. de Ponthieua. Adelina i Vilimova kći bila je nasljednica Izabela de Warenne, koja se udala za Vilima, sina kralja Stjepana.